# Pāsār (ort i Kermanshah)
Pāsār (persiska: پاسار) är en ort i Iran.   Den ligger i provinsen Kermanshah, i den västra delen av landet, 400 km väster om huvudstaden Teheran. Pāsār ligger 1 296 meter över havet och antalet invånare är 512.
Terrängen runt Pāsār är huvudsakligen kuperad, men åt nordväst är den platt. Pāsār ligger nere i en dal.Runt Pāsār är det ganska tätbefolkat, med 207 invånare per kvadratkilometer. Närmaste större samhälle är Harsīn, 19,2 km öster om Pāsār. Omgivningarna runt Pāsār är i huvudsak ett öppet busklandskap.